# HMAS Adelaide (D47)
Pour les autres navires du même nom, voir HMAS Adelaide.
Le HMAS Adelaide est un croiseur léger de la classe Town en service dans la Royal Australian Navy de 1922 à 1946. Nommé d'après la ville d'Adélaïde, la capitale de l'Australie du Sud, il est initialement prévu en 1915 avant que des modifications de la conception ne retarde le début de sa construction. Il ne fut achevé qu'en 1922 et reçut alors le surnom de « HMAS Longdelayed ».

## Conception et construction

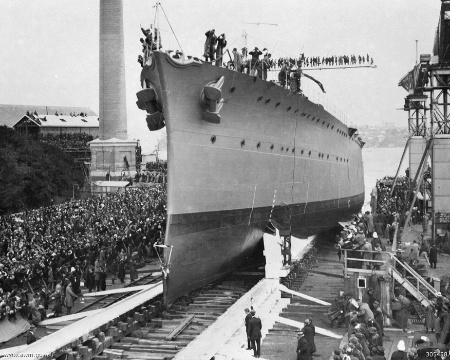
Lancement de lAdelaide à la base de l'île Cockatoo (27 juillet 1918).

La conception de l'Adélaïde est en partie issue de la sous-classe Chatham de la classe Town, comprenant également des similitudes avec la sous-classe Birmingham. Déplaçant 5 560 tonnes, le navire avait une longueur hors-tout de 140,983 mètres et une longueur entre perpendiculaires de 130 mètres, avec une largeur de 15,177 mètres, ainsi qu'un tirant d’eau de 5,99 mètres. L'équipage initial du navire se composait de 33 officiers et 450 marins, mais celui-ci passa de 26 officiers et 436 marins en 1941.
Son système de propulsion était composé de turbines à vapeur Parsons. Sa puissance était de 25 000 chevaux-vapeur (19 000 kW), produisant une vitesse de pointe de 25 nœuds (46,3 km/h) et entraînant deux arbres d'hélice. Cependant, diverses modifications changeront sa vitesse maximale à 25,5 nœuds (47,2 km/h) au cours des années 1920 à 24,8 nœuds (45,9 km/h) en 1941. D'origine, le croiseur était alimenté à la fois par du charbon et du pétrole, avant de passer au tout-pétrole à la suite d'un réaménagement en 1938–1939, sa cheminée et ses chaudières ayant été également retirées.
Il est mis sur cale au chantier naval HMA de l'île Cockatoo (Sydney) le 20 novembre 1915. L'Adelaide est lancé le 27 juillet 1918 par Mme Helen Munro Ferguson, l'épouse du Gouverneur général d'Australie, Sir Ronald Munro Ferguson,. Cependant, sa construction n'est achevée qu'au 31 juillet 1922, notamment en raison des pénuries de guerre, d'un manque de savoir-faire australien (les pièces ne pouvant être fabriquées en Australie) et des modifications basées sur l'expérience de guerre ; par conséquent, il sera surnommé « HMAS Longdelayed, ». Le croiseur est finalement commissionné dans la marine australienne le 5 août 1922. Le coût de sa construction aura coûté 1 271 782 livres.
L'insigne du navire était basé sur le sceau municipal de la ville d'Adélaïde. Sa devise était « Ut Prosint Omnibus Conjuncti », en latin, se traduisant par « Unis pour le Bien Commun ».

### Armement

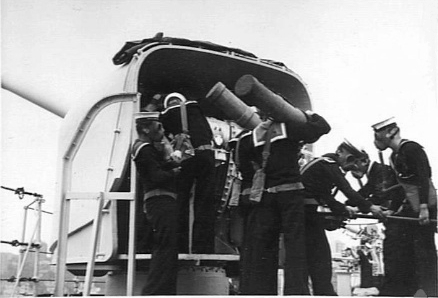
Une équipe de tir chargeant un des canons de 6 pouces de lAdelaide (19 octobre 1939).

À son lancement, son armement se composait de neuf canons BL de 6 pouces Mk XII, d'un seul canon antiaérien QF de 3 pouces, d'un seul canon de campagne Ordnance de 12 livres QF 8 cwt (en), de quatre canons de 47 mm modèle 1885, de dix mitrailleuses .303 British (mixte des Lewis et Maxim), ainsi que de deux tubes lance-torpilles latéraux immergés de 21 pouces et deux lanceurs de charges de profondeur. Le nombre de mitrailleuses est porté à douze en 1924.
Lors d'une refonte en 1938 et 1939, son armement est modifié. Un canon de 6 pouces, le canon de campagne, le canon antiaérien et les tubes lance-torpilles ont tous été retirés, remplacés par trois canons antiaériens de 4 pouces. L'équipement de lutte contre l'incendie a également été amélioré. En mai et juin 1942, l’armement antiaérien est complété par six canons Oerlikon de 20 mm. Lors d'une autre remise en état de juin à septembre 1943, un deuxième canon de 6 pouces est retiré, son armement de 4 pouces est réduit à deux canons tandis que quatre lanceurs de charges hydrauliques sont installés.

## Historique
Après de brefs essais en mer, il rejoint l'Australia station,. En 1924, il est déployé avec les cuirassés Hood et Repulse, les croiseurs Danae, Delhi, Dauntless, Dragon et Dunedin dans le cadre de l'escadron de croisière du Dominion lors d'une tournée du Prince de Galles,. Plus tard, il sert dans la China Station.

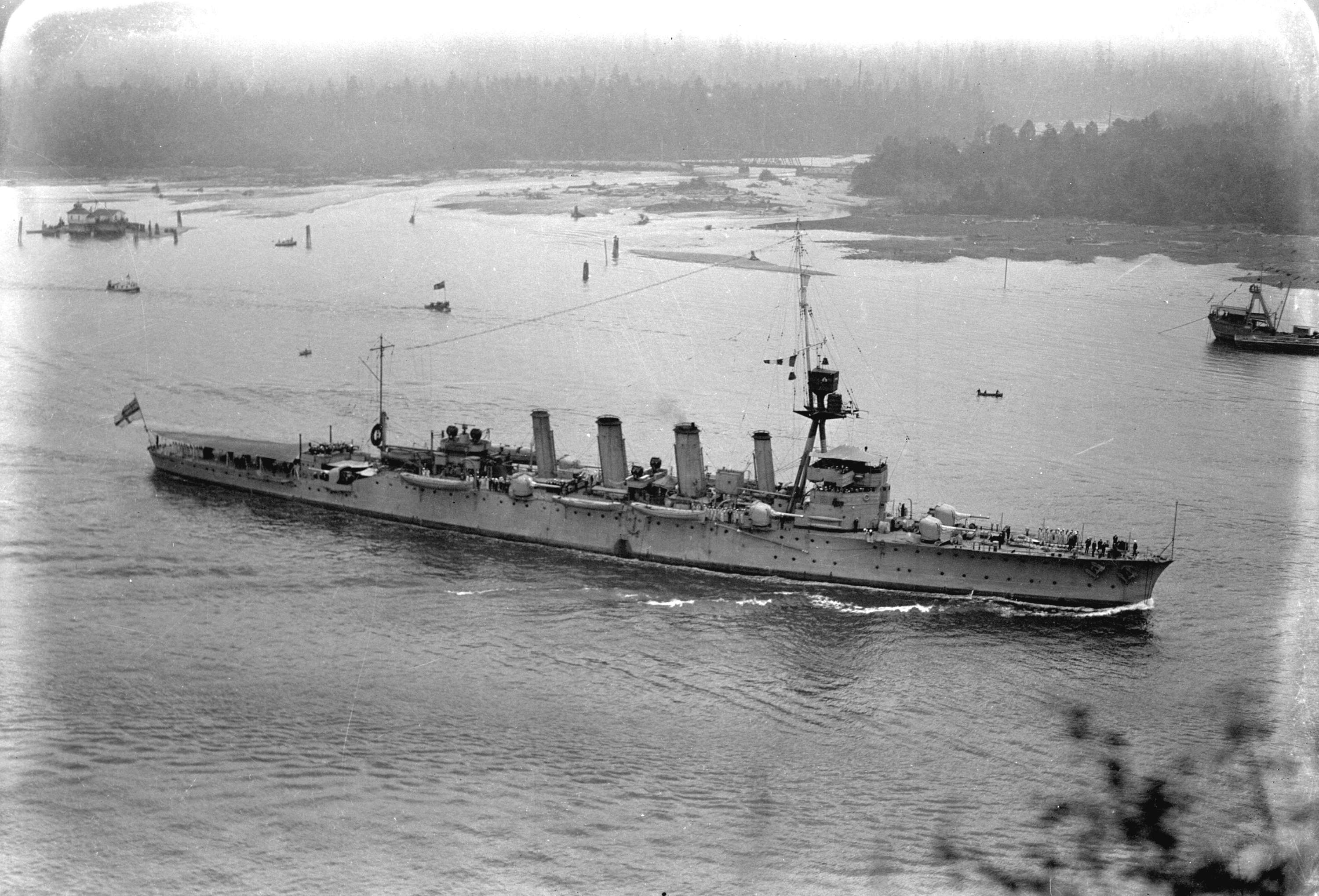
LAdelaide naviguant dans la baie Burrard, en Colombie-Britannique (Canada), lors de la croisière mondiale de l'escadron de croisière du Dominion (25 juin 1924).

Son ancienne conception le rendait désuet en tant qu'unité de combat, il est donc retiré du service le 27 juin 1928 afin d'y être modernisé. Le 13 mars 1939, il reprend la mer pour la première fois depuis plus de dix ans et est déployé avec les Australian and New Zealand Squadrons pour des exercices. Ces exercices s'achèvent en avril 1939, retournant donc à Sydney où il est de nouveau placé en réserve le 17 mai 1939. Son équipage est transféré sur le SS Autolycus le 15 mai pour se rendre en Angleterre afin de commander le HMAS Perth.
Le 1er septembre 1939, l'Adelaide reprend du service sous le commandement du capitaine H.A. Douches, opérant au large de la côte australienne pour la défense du commerce. Le 3 septembre 1940, alors qu’il se dirigeait vers Brisbane depuis Sydney en route vers Nouvelle-Calédonie, le croiseur entra en collision avec le SS Coptic. Il a ensuite servi en Nouvelle-Calédonie en septembre-octobre 1940 afin d'y établir un gouvernement franco-libre. Il retourne ensuite à Sydney le 8 octobre 1940.
À compter de cette date jusqu'en mai 1942, l'Adelaide effectue des patrouilles, des escortes de convois et des tâches de protection de la navigation au large des côtes australiennes. Le navire est ensuite remis en état à Garden Island de mai à juillet 1942. Après ce réaménagement, le croiseur rejoint sa nouvelle base de Fremantle afin de servir d'escorte de convois dans l'océan Indien.
Le 28 novembre 1942, il escorte un convoi dans le sud de l’océan Indien en compagnie du croiseur léger de la marine royale néerlandaise, HNLMS Jacob van Heemskerck et des dragueurs de mines HMAS Cessnock et HMAS Toowoomba, lorsqu'il localise dans l'après-midi un navire suspect. Il s'avère être le forceur de blocus allemand Ramses qui émettait des messages de détresse en prétendant être le SS Taiyang. Lorsque les Alliés découvre cette supercherie, l'Adelaide ouvre le feu et endommage le navire allemand qui est ensuite sabordé par son propre équipage. L'Adelaide recueillera les survivants avant de rejoindre le convoi.
Après cet incident, le croiseur continua ses tâches d'escorte de convois et de patrouille, opérant à partir de Fremantle. Ce service a été interrompu par une remise en état à l'arsenal de Williamstown de juin à septembre 1943,. Après cette remise en état, l'Adelaide reprend ses fonctions d'escorte. Le 8 octobre 1944, le navire quitte Fremantle pour Melbourne et le 4 janvier 1945, il appareille de la capitale du Victoria pour Sydney où il arrive deux jours plus tard. Ce fut la fin de son service de guerre opérationnel.
Le 26 février 1945, il est désarmé, mais remis en service le 19 mai afin de servir de transport à la base navale de Penguin. Définitivement retiré du service le 13 mai 1946, le navire a été dépouillé de son équipement en 1947 et, le 24 janvier 1949, vendu à la Australian Iron and Steel pour sa mise au rebut. Le croiseur a été remorqué par le HMAS Reserve (en) à Port Kembla les 1er et 2 avril.

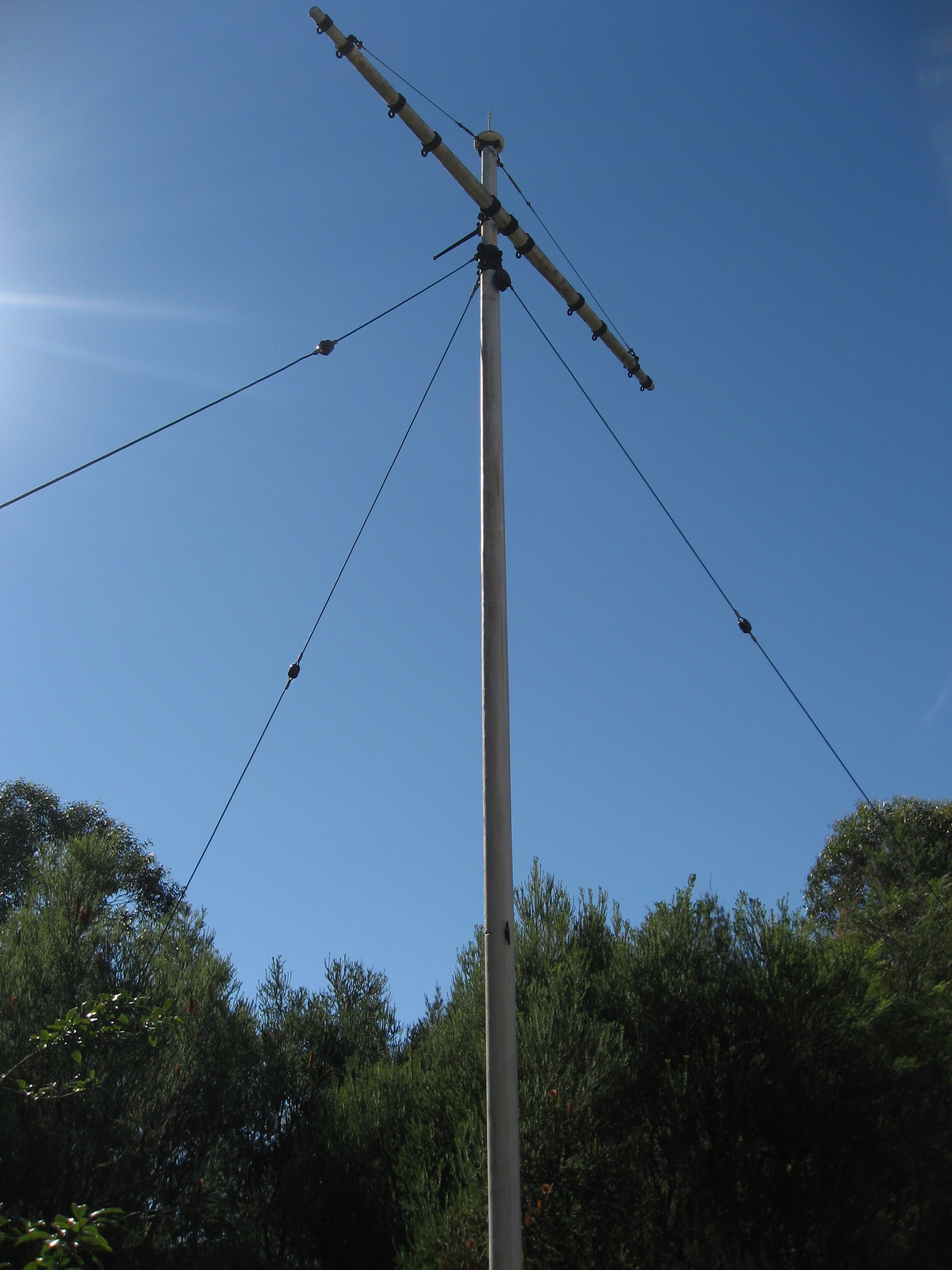
Mât de lAdelaide au parc national Ku-ring-gai Chase (26 avril 2008).

En mémoire du navire, le mât principal a été érigé le long du mémorial Sphynx dans le parc national Ku-ring-gai Chase, à Sydney, vers 1950. Une plaque d'information contenant le diagramme du navire a été installée à proximité. L'un de ses canons de 6 pouces a été retrouvé dans une décharge dans l'État du Victoria ; celui-ci a été restauré, puis exposé à la base de HMAS Cerberus, au sud de Melbourne. La cloche du navire a été exposé à l'hôtel Amazon à Exeter, en Angleterre, avant d'être transféré au restaurant Spice Lounge à Exmouth.

## Commandement
- Commander Henry Arthur Showers du 1er septembre 1939 au 4 juin 1942.
- Captain James Claude Durie Esdaile du 4 juin 1942 au 22 juillet 1944.
- Captain Laurence Ernest Tozer du 22 juillet 1944 au 26 février 1945.
- A/Captain Glen Loftus Cant du 14 décembre 1944 au 25 février 1945[10].
- Lieutenant commander Herbert William Goodchild du 19 mai 1945 à octobre 1945 ?